# Pietro Gandini
Pietro Gandini (Verona, 1701 – Parigi, 1760) è stato un attore teatrale italiano.

## Biografia
Gandini non fu solamente un pregevole Brighella, ma anche un trasformista incomparabile e capace di dare vita in una stessa rappresentazione a diciotto personaggi tutti diversi.
Carlo Goldoni lo ebbe come interprete agli inizi della sua carriera per il Teatro San Samuele; poi nel 1753, chiamato al San Luca, lo ritrovò, ma con il ruolo di caricaturista, tra i comici di quel teatro.
Per lui, che raffigurava anche le vecchie, Goldoni immaginò tra l'altro la Cùrcuma della Sposa persiana e la Donna Ròsega de Le massere.
Molto apprezzata fu anche la recitazione di sua moglie Teresa, milanese, in arte Flaminia.
I due coniugi lasciarono bruscamente il San Luca per una questione di parti.